# Cardiaspina alba
Cardiaspina alba är en insektsart som först beskrevs av Walter Wilson Froggatt 1923.  Cardiaspina alba ingår i släktet Cardiaspina och familjen rundbladloppor. Inga underarter finns listade i Catalogue of Life.